# 波氏关木通
波氏关木通是马兜铃科关木通属的一种植物。1909年发现于中国云南大理，一开始认为是马兜铃属植物，命名为波氏马兜铃（Aristolochia bonatii Lév.）。1989年马金双将其并入淮通 (Aristolochia moupinensis Franch.)。2019年，朱鑫鑫等认为波氏关木通与昆明关木通形态上非常接近，可能是同一物种。